# Kovács Zsuzsa (színművész)
Kovács Zsuzsa (Pécs, 1945. április 19. – Budapest, 2020. március 27.) Jászai Mari-díjas magyar színésznő.

## Életpályája
Kovács Gyula színművész és Szabó Júlia gyermekeként született. A Szegedi Balettiskolában végzett zongora és ének szakon. 1960-ban a debreceni Csokonai Színház tánckarához szerződött, majd két év múlva a Szegedi Nemzeti Színház balettkarának lett tagja. 1963-1968 között ugyanitt színész volt. 1968-tól haláláig volt a Budapesti Operettszínház tagja.
Az operettirodalom szinte valamennyi szubrettszerepét megkapta, emellett számos musicalben is láthatta a közönség. A színészet mellett egyre több rendezői feladatot vállalt a Ruttkai Éva Színház társulatában és vidéki színházaknál, de az Operettszínházban továbbra is folyamatosan játszott. Kiváló ének- és tánckészsége jól érvényesült musicalekben, személyiségével megragadta a közönséget mai tárgyú zenés játékokban. Rendezői munkáival is sikereket aratott.
Utolsó éveiben combnyaktörést szenvedett, majd időskori demenciában szenvedett. 2020. március 27-én súlyos betegség után életének 75. évében elhunyt. 2020. augusztus 10-én kísérték utolsó útjára a budapesti Farkasréti temetőben, ahol 2021. augusztus 20-án családja felavatta a művésznő sírját.

## Magánélete
Első férje Szörényi Levente, akivel közös gyermekük, Örs apja nyomdokait követve szintén zenével foglalkozik, dzsesszdobosként. Válása után Böröndi Tamás színművésszel kötött házasságot, de ez a házassága is válással végződött.

## Színházi szerepei
- Barabás-Gádor: Állami Áruház....A süket úr leánya
- Innocent Vincze Ernő: Vándordiák....Szólótáncos
- Békeffy-Stella: Janika....Gizi
- Bródy-Martos: Sybill....Első hölgy; Nagyhercegnő
- Kristóf Károly: Szép Juhászné....Krisztinka
- Csiky Gergely: Buborékok....Betti
- Ljepin-Permjak: Napsugárka....Gálja
- Török Tamás: Dél keresztje....Szobalány
- Heltai Jenő: A néma levente....Carlotta
- Brammer-Grünwald: Marica grófnő....Cigánylány; Bozsena; Liza
- Adujev: Dohányon vett kapitány....Diana grófnő
- Priestley: Váratlan vendég....Edna
- Gribojedov: Az ész bajjal jár....Suzy hercegnő
- Jókai Mór: Az aranyember....Kis szolgáló
- Schanzer-Wellisch: Pompadour....Belotte
- Abay-Dalos: Szeress belém....Csilla
- Wilner-Bodansky: Luxemburg grófja....Juliette; Madame Fleury
- Szilágyi László: Mária főhadnagy....Panni
- Deval: A potyautas....Barbara
- Baróti-Dalos: Anna-bál....Bajnok Zsuzsa
- Beaumarchais: Figaro házassága....Zsuzsi
- Janowski-Schneidereit: Madame X....Chica
- Fejes Endre: Rozsdatemető....Hajnalka
- Martos-Bródy: Leányvásár....Bessy
- Cserhalmi Imre: Százszor is szeretlek....Asszony
- Williams: Nyár és füst....Nellie Ewell
- Tóth Miklós: Köztünk maradjon....Balla Manyi
- Breffort: Irma, te édes....Irma
- William Shakespeare: Tévedések vígjátéka....Kurtizán
- Grünwald-Löhner Beda: Bál a Savoyban....Daisy Parker; La Tangolita
- Shaw: Caesar és Cleopatra....Charmian
- Mithois: Férjvadászat....Anne-Marie
- Shaw: My fair lady....Eliza; Mutatványos
- Herzer-Löhner-Beda: A mosoly országa....Mi
- Fülöp Kálmán: Bajnokcsapat....Éva
- Kövesdi Nagy Lajos: Szegény kis nyomozó....Frau Liebner
- Dosztojevszkij: Két férfi az ágy alatt....Lizaveta
- Molière: Képzelt beteg....Angyalka
- Kövesdi Nagy Lajos: Isten veled, édes Piroskám!....Piroska
- Thomas: Charley nénje....Dolly
- Iszajev-Galics: Négyen pizsamában....Francoise
- Jones: Fantasztikus....Luisa
- Bakonyi Károly: Mágnás Miska....Marcsa
- Stein: Hegedűs a háztetőn....Hódel
- Kálmán Imre: Csárdáskirálynő....Stázi; Cecília; Anhilte
- Brammer-Grünwald: Cirkuszhercegnő....Mabel
- Csemer Géza: Piros karaván....Bolond Náni
- Hoffmann: Hoffmann meséi....
- Vörösmarty Mihály: Egy fiú és a tündér....Ilma
- William Shakespeare: Veronai fiúk....Júlia
- Meilhac-Milhaud: Nebáncsvirág....Denise
- Wilner-Bodanszky: Cigányszerelem....Paulette; Jolán
- Masteroff: Kabaré....Kost kisasszony; Lány a klubban
- Gandillot: A kikapós patikárius....Paulette
- Gyuricza Klára: Hol a színpad...?....Vendég
- Labiche: Florentin kalap....Helén
- Arnold-Bach: Hurrá, fiú!....Doris
- Gerken-Rapopport: Violetta....Polenyka
- Goethe: Faust....Walpurgis-éj
- Da Ponte: Cosi fan tutte....
- Balázs Béla: A kékszakállú vára....Judit
- Hansberry: Kitörés....Aethea
- Petőfi Sándor: János vitéz....
- Hirson: Pipin....Katrin
- Mirande-Mouezy-Eon: Uraim, csak egymásután....Mariette
- Urbán Gyula: Kaméleon....Lia
- Simon: A mi dalunk szól....Sonia
- Rátonyi Róbert: Operett kongresszus....Szubrett-primadonna
- Kander–Ebb: Chicago....Roxie Hart
- Kálmán Imre: Hajmási Péter....
- Molnár Ferenc: Carousel....Carrie Pipperridge
- Brammer-Grünwald: A montmartre-i ibolya....Ninon
- Gyárfás Miklós: Egy nő, akinek lelke van....Frida
- Váradi Katalin: Szép primadonna, csodál a világ....
- Babarczy-Lukáts: Oidipusz király....Női kar
- Szilágyi-Kellér: 3:1 a szerelem javára....
- Brecht: Kurázsi mama és gyermekei....
- Steele: Ének az esőben....Lina Lamont
- Czeizel Gábor: Locspocs és a bolygó hollandi....Helén
- Seregi László: Huszka Jenő-emlékest....Clarissa
- Weöres Sándor: Holdbéli csónakos....
- Cammarano: A trubadúr....
- Romhányi József: Hamupipőke....Hamupipőke
- Léon-Stein: A víg özvegy....
- Grünwald-Löhner-Beda: Viktória....Riquette
- Farkas-Rejtő: Meg kell szakadni!....Maria; Szobalány
- Milne: Micimackó....Róbert Gida
- Emőd-Török: A harapós férj....Lina
- Haffner-Genée: A denevér....Ida
- Lestyán-Vaszary: Potyautas....Lya Lotty
- Kapecz-Gothár: Diótörő....Makrancos baba; Bonbon 2
- Szilágyi László: Zsákbamacska....Manci
- Tersánszky Józsi Jenő: Kakuk Marci....
- García Lorca: Yerma....1. asszony
- Voltaire: Candide....
- Illyés-Litvai: Szélkötő Kalamona....Udvarhölgy; Kalamona felesége
- Lindsay–Crouse: A muzsika hangja....Elsa Schraeder
- Szilágyi-Benedek: Leander és Lenszirom....Lenszirom
- Spiró György: Az imposztor....Pieknowska
- Baum: Óz, a nagy varázsló....Dorka
- Miller: Istenítélet....Susanna Walcott
- Dürrenmatt: Az öreg hölgy látogatása....Ottilie
- Kosztolányi Dezső: Édes Anna....Drumáné
- Ibsen: Peer Gynt....Ingrid
- Csemer Géza: Dobostorta....Karola Cecil
- Osztrovszkij: Vihar....Katyerina
- Molnár Ferenc: Az üvegcipő....
- Bernhard: A szokás hatalma....Unoka
- Lázár Ervin: A kisfiú meg az oroszlánok....Gabriella
- Schönthan: A szabin nők elrablása....Róza; Irma
- Csepreghy Ferenc: A sárga csikó....Erzsike
- Kästner: Május 35 avagy Konrád a Csendes-óceánhoz lovagol....Petrezselyem
- Martos Ferenc: Lili bárónő....Clarisse
- Békeffi István: A régi nyár....Mária
- Carlo Goldoni: Nyaralás....Lucetta
- Kovács-Mohácsi: Csak egy szög....
- Čtvertek: Rumcájsz a rabló....Manka
- Csiky Gergely: A nagymama....Lango Szerafin
- Frayn: Veszett fejsze....Surányi Szilvia
- Eörsi István: Halálom reggelén....Ulrike von Kleist
- Indig Ottó: Menyasszonytánc....Blanka
- Csehov: Három nővér....Bögő
- Mohácsi: 56 06 őrült lélek vert hadak....
- Békés Pál: Egy kis térzene....Sátán
- Molière: Amphitryon....Charis
- Szabó Magda: Abigél....Mimó néni
- Jókai Mór: A cigánybáró....
- Molnár Ferenc: Liliom....
- Duras: Naphosszat a fákon....
- Laurents: West Side Story....
- Tóth Ede: A falu rossza....Gonoszné
- Szilágyi László: Erzsébet....Mária Elvira
- Valló Péter: Anconai szerelmesek....Dorina
- Szabó T. Anna: Világnak világa....
- Lázár Ervin: A legkisebb boszorkány....
- Kormos István: Az égigérő fa....
- Dömötör Tamás: Emberfarm....Molli

## Filmjei

### Játékfilmek
- Érik a fény (1970)
- Micsoda idők voltak (1975)
- Az élet muzsikája - Kálmán Imre (1984)
- Sose halunk meg (1993)
- Szamba (1996)

### Tévéfilmek
- Bors (1968)
- Vannak még angyalok (1981)
- Capitaly (2002)

## Díjai
- Jászai Mari-díj (1980)
- Déryné-díj (1998)
- Kálmán Imre-emlékplakett (2009)
- Budapesti Operettszínház Életműdíja (2010) - színpadi pályafutásának 50. évfordulója alkalmából[9]
- Bessenyei-díj (2017)